# Henri Colpi
Henri Colpi, född 15 juli 1921 i Brig, Schweiz, död 14 januari 2006, var en fransk filmregissör och klippare. Bland hans verk finns En man kom tillbaka, som vann Guldpalmen vid Filmfestivalen i Cannes 1961.

## Filmografi i urval
- 1959 – Hiroshima – min älskade (klippning)
- 1961 – En man kom tillbaka (regi)
- 1961 – I fjol i Marienbad (klippning)
- 1964 – La femme fleur (klippning)
- 1976 – Nådaskottet (klippning)
- 1986 – Offret (klippning)